# Castrodeza
Castrodeza – gmina w Hiszpanii, w prowincji Valladolid, w Kastylii i León, o powierzchni 15,97 km². W 2011 roku gmina liczyła 170 mieszkańców.